# Prorachia dariella
Prorachia dariella är en fjärilsart som beskrevs av Embrik Strand 1921. Prorachia dariella ingår i släktet Prorachia och familjen nattflyn. Inga underarter finns listade i Catalogue of Life.